# 217. Infanterie-Division (Wehrmacht)
La 217. Infanterie-Division fu una divisione dell'esercito tedesco attiva durante la seconda guerra mondiale, che venne creata nel 1939 e fu impiegata nella campagna di Polonia, nella campagna di Francia e sul fronte orientale, dove fu distrutta nel 1943 ed i suoi resti impiegati per la costituzione del Divisionsgruppe 217, che a sua volta venne distrutto nel 1944.

## Storia

### Formazione e campagna di Polonia
La 217. Infanterie-Division fu istituita come divisione di addestramento il 17 agosto 1939 ad Allenstein.  All'inizio della campagna di Polonia fu schierata come riserva della 3. Armee, per poi prendere parte alle battaglie per Mlawa, Serok e alla battaglia di Varsavia. Dopo la fine dei combattimenti, rimase nella Polonia settentrionale e centrale come forza di occupazione fino all'aprile 1940.

### Campagna di Francia
All'inizio di maggio 1940 la divisione fu trasportata nella zona tra Soest e la Vestfalia come riserva dell'Oberkommando des Heeres. Avanzò poi oltre il confine tedesco a sud di Bruxelles fino a Lille e durante la seconda metà della campagna di Francia, marciò nell'area di Parigi, dove fu brevemente schierata come forza di occupazione.

### Fronte orientale
Già nel luglio 1940 la divisione fu spostata nella Prussia orientale e impiegata per proteggere il confine. Dal 22 giugno 1941 la divisione prese parte all'operazione Barbarossa, attraversando il confine a Heydekrug ed avanzando verso il Lago Peipus, passando per Mitau, Riga e Valmiera, da dove prese parte alla battaglia di Tallinn. La divisione prese poi parte all'assedio di Leningrado e dall'ottobre 1941 fu schierata nel Golfo di Finlandia, vicino alla testa di ponte di Oranienbaum. Nell'aprile 1942 fu spostata di nuovo nell'area vicino a Leningrado, dove rimase fino all'agosto 1943, quando fu ritirata dal fronte e messa in riserva presso la 16. Armee. Dopo lo sfondamento sovietico nell'area di Kiev, la divisione fu trasferita d'urgenza in Ucraina nell'ottobre 1943, dove combatté sul Dessna e sul Dnepr a nord di Kiev. Successivamente fu coinvolta in diverse battaglie difensive e di ritirata attraverso Manuilski e nell'area intorno a Korosten, dove venne distrutta e sciolta il 2 novembre 1943, i resti furono riuniti nel Divisionsgruppe 217, sotto il Korps-Abteilung C. Il Divisionsgruppe 217 fu distrutto nel luglio 1944 a Brody. 

## Ordine di battaglia
217. Infanterie-Division 1939 
- Infanterie-Regiment 311
- Infanterie-Regiment 346
- Infanterie-Regiment 389
- Artillerie-Regiment 217
- Feldersatz-Bataillon 217
- Panzerabwehr-Abteilung 217
- Pionier-Bataillon 217
- Aufklärungs-Abteilung 217
- Infanterie-Divisions-Nachrichten-Abteilung 217
- Infanterie-Divisions-Nachschubführer 217

 217. Infanterie-Division 1940 
- Grenadier-Regiment 311
- Grenadier-Regiment 346
- Grenadier-Regiment 389
- Artillerie-Regiment 217
- Artillerie-Regiment 217
- Feldersatz-Bataillon 217
- Panzerjäger-Abteilung 217
- Pionier-Bataillon 217
- Aufklärungs-Abteilung 217
- Infanterie-Divisions-Nachrichten-Abteilung 217
- Infanterie-Divisions-Nachschubführer 217

## Decorazioni
Alcuni soldati della 217. Infanterie-division furono premiati per le loro azioni in guerra:
- Croce Tedesca
  - in oro: 7
- Croce di Cavaliere della croce di ferro: 7[4]
- Distintivo per combattimenti ravvicinati:
  - in bronzo: 2

## Comandanti
- Generalleutnant Richard Baltzer (17 agosto 1939 - 14 febbraio 1942)
- Generalleutnant Friedrich Bayer (14 febbraio 1942 - 27 settembre 1942)
- General der Infanterie Otto Lasch (27 settembre 1942 - ottobre 1943)
- Generalleutnant Walter Poppe (ottobre 1943 - 2 novembre 1943)[1]